# Welcome Back
Welcome Back – debiutancki album studyjny południowokoreańskiej grupy iKON, wydany 24 grudnia 2015 roku przez wytwórnię YG Entertainment.
Japońska wersja albumu ukazała się 13 stycznia 2016 roku, wydana przez YGEX. Osiągnął 3 pozycję w rankingu Oricon i pozostał na liście przez 23 tygodnie. 30 marca 2016 roku ukazała się kompletna wersja albumu, pt. WELCOME BACK -COMPLETE EDITION-.

## Produkcja i promocja
Album został wyprodukowany przez lidera zespołu B.I. Pierwsza połowa albumu została wydana 1 października, a pełny album początkowo planowano wydać 2 listopada 2015 roku. Jednak 27 października YG Entertainment ogłosiło, że wydanie premiera pełnej wersji zostanie opóźniona. Album ostatecznie ukazał się 24 grudnia 2015 roku wraz z dodatkowymi teledyskami.
15 września 2015 został wydany pierwszy cyfrowy singel grupy – „My Type”. 1 października ukazała się połowa albumu z dwoma teledyskami do głównych utworów „Airplane” i „Rhythm Ta”. Dwa dodatkowe single, „Apology” i „Anthem” zostały wydane 16 listopada roku w ramach zmiany harmonogramu wydawniczego pełnego albumu. Pierwszy pełny album iKON został wydany 24 grudnia 2015 roku, z głównymi utworami „What's Wrong?” i „Dumb & Dumber”.

## Lista utworów

### Album koreański
| CD (half album) | CD (half album)                                                 | CD (half album)             | CD (half album)                                    | CD (half album)                | CD (half album) |
| Nr              | Tytuł utworu                                                    | Tekst                       | Kompozycja                                         | Aranżacja                      | Długość         |
| --------------- | --------------------------------------------------------------- | --------------------------- | -------------------------------------------------- | ------------------------------ | --------------- |
| 1.              | „Welcome Back”                                                  | B.I, Bobby                  | B.I, Rovin                                         | Rovin                          | 3:33            |
| 2.              | „Rhythm Ta” (kor. 리듬 타 (RHYTHM TA))                          | B.I, Bobby                  | P.K, B.I, Ju-ne                                    | P.K                            | 3:47            |
| 3.              | „My Type” (kor. 취향저격 (My Type) Chwihyangjeogyeok (My Type)) | B.I, Bobby, Kush            | Choice37, Kush, B.I                                | Choice37                       | 3:31            |
| 4.              | „Today” (kor. 오늘따라 (Today) Oneul Ttara (Today))             | B.I, Bobby                  | B.I, Ham Seung-cheon, Kang Wook-jin, Future Bounce | Future Bounce                  | 3:12            |
| 5.              | „Airplane”                                                      | B.I, Bobby                  | B.I, Future Bounce                                 | Future Bounce                  | 3:36            |
| 6.              | „M.U.P” (kor. 솔직하게 (M.U.P) Soljighage (M.U.P))              | B.I, Bobby, The Jackie Boyz | B.I, The Fliptones, The Jackie Boyz                | The Fliptones, The Jackie Boyz | 3:23            |

| CD (full album) | CD (full album)                                                                     | CD (full album)         | CD (full album)                                    | CD (full album) | CD (full album) |
| Nr              | Tytuł utworu                                                                        | Tekst                   | Kompozycja                                         | Aranżacja       | Długość         |
| --------------- | ----------------------------------------------------------------------------------- | ----------------------- | -------------------------------------------------- | --------------- | --------------- |
| 1.              | „Dumb & Dumber” (kor. 덤앤더머 (Dumb & Dumber))                                     | B.I, Bobby              | Future Bounce, B.I                                 | Future Bounce   | 4:01            |
| 2.              | „What's Wrong?” (kor. 왜 또 (What's Wrong?) Wae tto (What's Wrong?))                | B.I, Bobby              | B.I, Rovin                                         | Rovin           | 3:49            |
| 3.              | „I Miss You So Bad” (kor. 아니라고 (I Miss You So Bad) Anilago (I Miss You So Bad)) | G-Dragon, B.I, Bobby    | G-Dragon, DEE.P                                    | DEE.P           | 3:48            |
| 4.              | „Rhythm Ta” (kor. 리듬 타 (RHYTHM TA))                                              | B.I, Bobby              | P.K, B.I, Ju-ne                                    | P.K             | 3:47            |
| 5.              | „Anthem” (kor. 이리오너라 (Anthem) Irioneora (Anthem)) (wyk. B.I & Bobby)           | B.I, Bobby              | Teddy, B.I, Bobby                                  | Teddy, Choice37 | 3:25            |
| 6.              | „Apology” (kor. 지못미 (Apology) Ji Mot-mi)                                         | Teddy, Kush, B.I, Bobby | Teddy, Kush                                        | Teddy, Kush     | 3:51            |
| 7.              | „Airplane”                                                                          | B.I, Bobby              | B.I, Future Bounce                                 | Future Bounce   | 3:36            |
| 8.              | „My Type” (kor. 취향저격 (My Type) Chwihyangjeogyeok (My Type))                     | B.I, Bobby, Kush        | Choice37, Kush, B.I                                | Choice37        | 3:31            |
| 9.              | „Today” (kor. 오늘따라 (Today) Oneul Ttara (Today))                                 | B.I, Bobby              | B.I, Ham Seung-cheon, Kang Wook-jin, Future Bounce | Future Bounce   | 3:12            |
| 10.             | „Welcome Back”                                                                      | B.I, Bobby              | B.I, Rovin                                         | Rovin           | 3:33            |
| 11.             | „Rhythm Ta Remix” (kor. 리듬 타 Remix) (Rock ver.)                                  | B.I, Bobby              | P.K, B.I, Koo Ju-ne                                | P.K             | 3:47            |

### Album japoński
| CD  | CD                               | CD             | CD                                                 | CD              | CD      |
| Nr  | Tytuł utworu                     | Tekst          | Kompozycja                                         | Aranżacja       | Długość |
| --- | -------------------------------- | -------------- | -------------------------------------------------- | --------------- | ------- |
| 1.  | „WELCOME BACK”                   | Salu           | B.I, Rovin                                         | Rovin           | 3:33    |
| 2.  | „RHYTHM TA”                      | Salu           | P.K, B.I, JU-NE                                    | P.K             | 3:46    |
| 3.  | „MY TYPE”                        | Sunny Boy      | Choice37, Kush, B.I                                | Choice37        | 3:30    |
| 4.  | „TODAY”                          | Kenn Kato      | B.I, Future Bounce, Ham Seung-cheon, Kang Wook-jin | Future Bounce   | 3:12    |
| 5.  | „AIRPLANE”                       | Salu           | B.I, Future Bounce                                 | Future Bounce   | 3:36    |
| 6.  | „M.U.P”                          | Sunny Boy      | B.I, The Fliptones, JACKIE BOYZ                    | The Fliptones   | 3:24    |
| 7.  | „APOLOGY”                        | Zero, Ta-Trow  | Teddy, Kush                                        | Teddy, Kush     | 3:53    |
| 8.  | „ANTHEM” (KR Ver.) (B.I & Bobby) | B.I, Bobby     | Teddy, B.I, Bobby                                  | Teddy, Choice37 | 3:26    |
| 9.  | „CLIMAX”                         | Sunny Boy      | B.I, Bobby, Choice37, Lydia                        | Choice37        | 3:12    |
| 10. | „JUST ANOTHER BOY”               | Kickhaiku      | Teddy, B.I, Bobby                                  | Teddy           | 3:41    |
| 11. | „WAIT FOR ME”                    | ENVIE, Ta-Trow | B.I, Kang Wook-jin                                 | Kang Wook-jin   | 3:48    |
| 12. | „SINOSIJAK”                      | Ta-Trow        | B.I, Kang Wook-jin                                 | Kang Wook-jin   | 3:10    |
| 13. | „LONG TIME NO SEE”               | Zero           | B.I, Choice37, Lydia, Taeyang                      | Choice37        | 3:31    |

| CD (Complete Edition) | CD (Complete Edition)                        | CD (Complete Edition) | CD (Complete Edition)                              | CD (Complete Edition) | CD (Complete Edition) |
| Nr                    | Tytuł utworu                                 | Tekst                 | Kompozycja                                         | Aranżacja             | Długość               |
| --------------------- | -------------------------------------------- | --------------------- | -------------------------------------------------- | --------------------- | --------------------- |
| 1.                    | „DUMB & DUMBER”                              | Zero, Ta-Trow         | Future Bounce, B.I                                 | Future Bounce         | 4:03                  |
| 2.                    | „WHAT'S WRONG?”                              | Sunny Boy, Ta-Trow    | B.I, Rovin                                         | Rovin                 | 3:50                  |
| 3.                    | „I MISS YOU SO BAD”                          | Zero                  | G-Dragon, DEE.P                                    | DEE.P                 | 3:50                  |
| 4.                    | „RHYTHM TA”                                  | Salu                  | P.K, B.I, JU-NE                                    | P.K                   | 3:46                  |
| 5.                    | „ANTHEM REMIX” (Choice37 Ver.) (B.I & Bobby) | B.I, Bobby, Ta-Trow   | Teddy, B.I, Bobby                                  | Teddy, Choice37       | 3:28                  |
| 6.                    | „APOLOGY”                                    | Zero, Ta-Trow         | Teddy, Kush                                        | Teddy, Kush           | 3:53                  |
| 7.                    | „AIRPLANE”                                   | Salu                  | B.I, Future Bounce                                 | Future Bounce         | 3:36                  |
| 8.                    | „MY TYPE”                                    | Sunny Boy             | Choice37, Kush, B.I                                | Choice37              | 3:30                  |
| 9.                    | „TODAY”                                      | Kenn Kato             | B.I, Future Bounce, Ham Seung-cheon, Kang Wook-jin | Future Bounce         | 3:12                  |
| 10.                   | „WELCOME BACK”                               | Salu                  | B.I, Rovin                                         | Rovin                 | 3:33                  |
| 11.                   | „RHYTHM TA REMIX” (Rock Ver.)                | Salu                  | P.K, B.I, JU-NE                                    | Future Bounce         | 3:50                  |
| 12.                   | „M.U.P”                                      | Sunny Boy             | B.I, The Fliptones, JACKIE BOYZ                    | The Fliptones         | 3:24                  |
| 13.                   | „CLIMAX”                                     | Sunny Boy             | B.I, Bobby, Choice37, Lydia                        | Choice37              | 3:12                  |
| 14.                   | „JUST ANOTHER BOY”                           | Kickhaiku             | Teddy, B.I, Bobby                                  | Teddy                 | 3:41                  |
| 15.                   | „WAIT FOR ME”                                | ENVIE, Ta-Trow        | B.I, Kang Wook-jin                                 | Kang Wook-jin         | 3:48                  |
| 16.                   | „SINOSIJAK”                                  | Ta-Trow               | B.I, Kang Wook-jin                                 | Kang Wook-jin         | 3:10                  |
| 17.                   | „LONG TIME NO SEE”                           | Zero                  | B.I, Choice37, Lydia, Taeyang                      | Choice37              | 3:31                  |
| 18.                   | „JUST GO”                                    | Kenn Kato             | B.I, Kang Wook-jin, Ham Seung-cheon                | Kang Wook-jin         | 3:41                  |

## Notowania
Half Album
| Lista                        | Pozycja |
| ---------------------------- | ------- |
| Gaon Weekly Album Chart      | 1       |
| Gaon Weekly Album Chart      | 40      |
| Oricon Weekly Album Chart    | 26      |
| Billboard World Albums Chart | 3       |
| Five Music (Tajwan)          | 3       |

Full Album
| Lista                        | Pozycja |
| ---------------------------- | ------- |
| Gaon Weekly Album Chart      | 1       |
| Gaon Weekly Album Chart      | 48      |
| Oricon Weekly Album Chart    | 3       |
| Billboard World Albums Chart | 2       |
| Five Music (Tajwan)          | 1       |

## Sprzedaż
| Kraj             | Sprzedaż                       |
| ---------------- | ------------------------------ |
| Korea Południowa | 158 443 (stan na luty 2017 r.) |
| Japonia          | 91 749                         |